# Ostrog

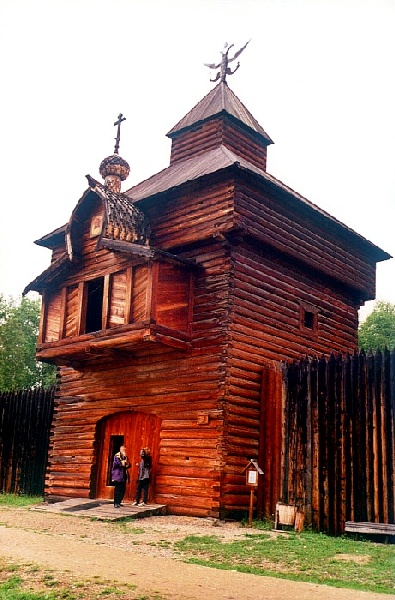
Torre del ostrog de Ilimsk, perteneciente al museo Taltsy, cerca de Irkutsk.

Un ostrog (del ruso: острог) es un tipo de fortaleza con una empalizada de madera de entre cuatro y seis metros de alto que protegía los asentamientos de colonos en Rusia hasta el siglo XVII.

## Utilidad
Los ostrog cumplieron una importante misión en la expansión hacia Siberia de Rusia, ya que ofrecían protección ante los ataques que sufrían los conquistadores por parte de la población local. Muchas ciudades siberianas tuvieron su origen en estos asentamientos - entre ellas Tomsk, Yakutsk y Krasnoyarsk.
En los siglos XVIII y XIX, las prisiones rusas que estaban rodeadas de una empalizada también eran llamadas ostrog.

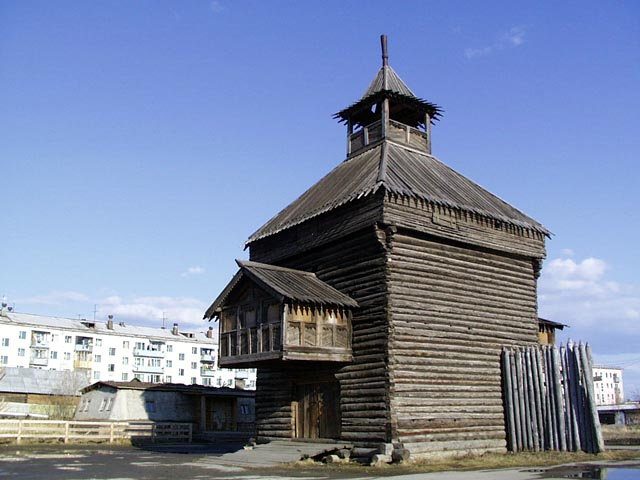
Torre del ostrog del de Yakutsk. Está en los terrenos del Museo Unido de Historia de los Pueblos del Norte. La torre original se quemó en 2002, y se construyó una réplica en una de las calles de la ciudad.

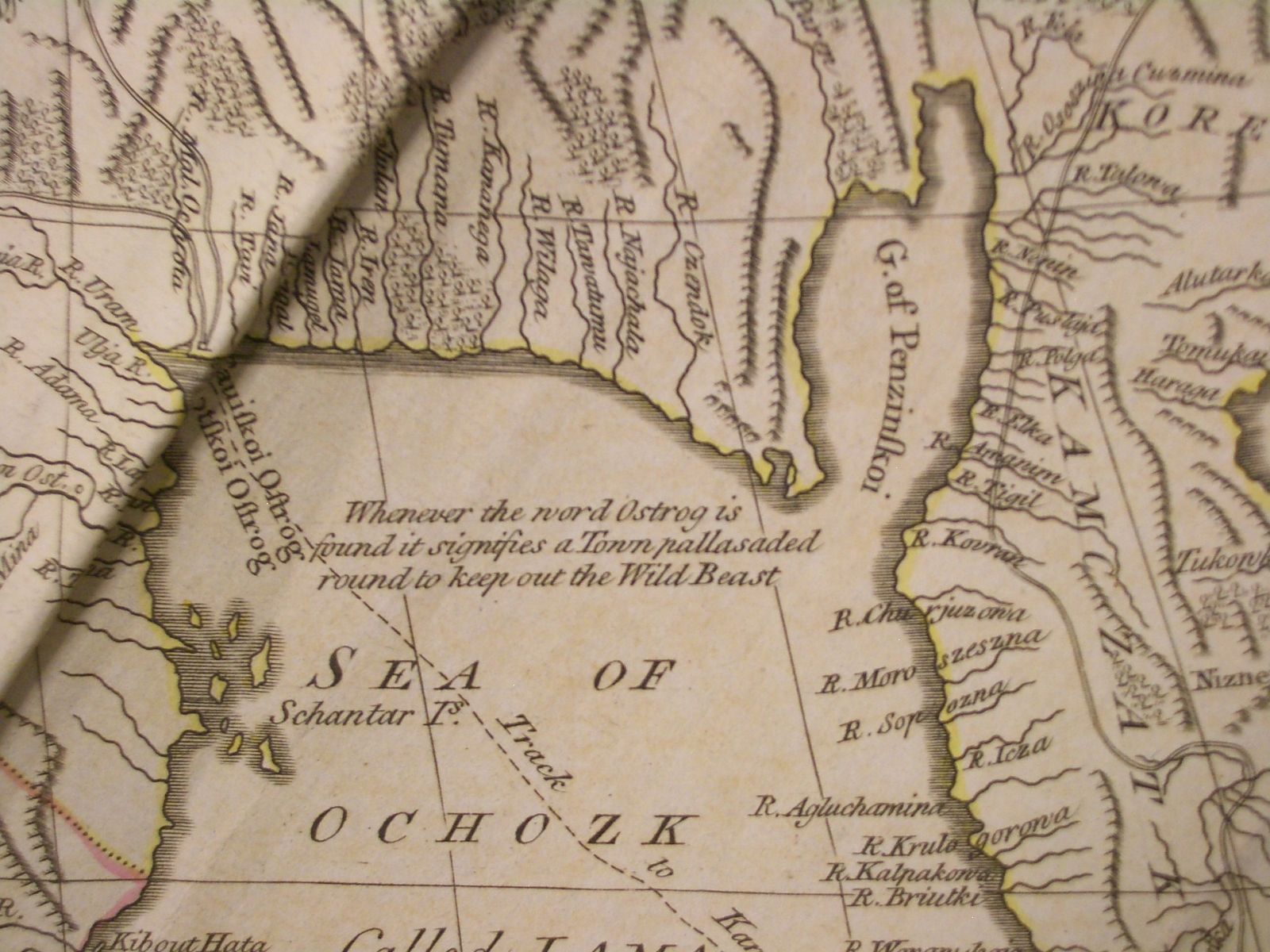
Fragmento de un mapa del Imperio Ruso, que muestra el Mar de Ojotsk basado en el trabajo de Jean Baptiste Bourguignon d'Anville (1697-1782), en el que se explica qué es un ostrog.

- Datos: Q90668
- Multimedia: Ostrog / Q90668